# Kate O'Brien (wielrenster)
Kate O'Brien (Calgary, 23 juli 1988) is een Canadees baanwielrenster gespecialiseerd in de sprintonderdelen en een voormalig Canadees bobsleester. 

## Loopbaan
O'Brien nam deel aan de Wereldkampioenschappen bobsleeën 2013 waar ze als remster plaats nam achter pilote Jenny Ciochetti. Ze behaalde daar een achttiende plaats in de tweemansbob. O'Brien miste net de kwalificatie voor de Olympische Winterspelen van 2014. In het seizoen 2014/2015 nam ze als pilote deel aan zowel de Wereldbeker als het Wereldkampioenschap bobsleeën.
Nadat O'Brien deelnam aan testen van de Canadese wielerbond werd ze in 2014 opgenomen in de Canadese baanwielerploeg. In de winter van 2014 en 2015 nam ze deel aan zowel bobsleewedstrijden als baanwielerwedstrijden. Bij de Pan-Amerikaanse Spelen 2015 won ze de teamsprint. Ze nam deel aan de Olympische Zomerspelen 2016, haar beste resultaat tijdens deze spelen was een zevende plaats op de teamsprint. In de zomer van 2017 kwam ze ten val op de Glenmore Velodrome in Calgary. Bij deze val liep ze hersenletsel op. Na haar revalidatie maakte O'Brien haar debuut als para-wielrenster tijdens de Wereldkampioenschappen baanwielrennen para-cycling 2020 in Milton, Canada, waar ze de 500 meter tijdrit in de C4 klasse won.

## Belangrijkste resultaten

### Baanwielrennen
| Jaar  | CK                                          | PK    | WK    | Overig                                     |
| Elite | Elite                                       | Elite | Elite | Elite                                      |
| ----- | ------------------------------------------- | ----- | ----- | ------------------------------------------ |
| 2014  | teamsprint · sprint · keirin                |       |       |                                            |
| 2015  | teamsprint · 500m tijdrit · keirin · sprint |       |       | Pan-Amerikaanse Spelen: teamsprint, sprint |
| 2016  | sprint · 500m tijdrit                       |       |       |                                            |
| 2019  | teamsprint · sprint                         |       |       |                                            |

### Para-cycling
2020
 Wereldkampioenschappen baanwielrennen, 500m tijdrit